# Yan Lianke
Yan Lianke (閻連科T, 阎连科S, Yán LiánkēP, Yen Lien-k'eW; Contea di Song, 24 agosto 1958) è uno scrittore cinese.
Si è formato presso l’Università dello Henan e l’Istituto d’Arte dell’Esercito Popolare di Liberazione cinese, è attivo come autore di romanzi, saggi, copioni per la televisione e testi di teoria letteraria.
Le sue opere principali sono Servire il popolo (为人民服务), Il sogno del villaggio dei Ding (丁庄梦) e I quattro libri (四书) tradotte anche in italiano, nonché molti altri romanzi ancora inediti in Italia: Godersi la vita (受活), Duro come l’acqua (坚硬如水), Cronache dell’esplosione (炸裂志) e Il giorno in cui morì il sole (日熄).
Noto per lo stile satirico, è stato spesso vittima della censura, anche "auto-imposta", come lui stesso ha dichiarato, allo scopo di evitare la prima. Anche se da qualche anno, ha deciso di scrivere in maniera più libera e diretta, accettandone il prezzo, ovvero pubblicando solo all'estero.
Ha esordito nel 1978 e tuttavia solo nei primi anni 2000 ha cominciato a godere di visibilità internazionale - grazie soprattutto al discreto successo di Dream of Ding Village, la traduzione inglese del suo romanzo omonimo del 2006. Già nel 2000, però, aveva vinto, in Cina, il Premio Lu Xun - uno dei più prestigiosi, vinto tra l'altro dall'a noi più noto Su Tong anni dopo. Nel 2004 ha poi vinto il premio Lao She, con il quale ha consolidato il proprio prestigio in patria e nel 2014 il Premio Franz Kafka.

## Produzione letteraria

### Romanzi
Il suo primo romanzo La storia di Tianma (天麻的故事) risale al 1979, a oggi conta al suo attivo quindici romanzi lunghi e più di un centinaio tra romanzi di lunghezza media e breve. All'inizio la sua produzione è segnata dal realismo sia nella scelta dei soggetti, prevalentemente di ambito militare, sia nella tecnica descrittiva. Dalla fine degli anni Novanta, invece, i suoi scritti sono pervasi da un'immaginazione più fantastica e favolistica, sebbene le tematiche restino quelle delle miserie della vita umana e delle sue difficoltà in genere. Le opere che ben rappresentano questo periodo sono Giorni, mesi, anni (年月日) e Il tempo che fugge (日光流年) della serie di Yaogou, nome di un villaggio fittizio che si ispira ai luoghi di provenienza dell'autore.
Verso gli anni 2000, con la pubblicazione di Duro come l'acqua (坚硬如水) e Godersi la vita (受活), romanzi che entrano a far parte di un'altra serie denominata dei Balou, dal nome di una catena montuosa immaginaria che l'autore situa vicino al suo villaggio d'origine, la scelta dei temi vira sulla Storia e sulla realtà cinesi, che vengono approfondite mostrando la complicata psicologia dei personaggi e, nelle vicende narrate, il lato assurdo e insensato della vita. Questo nuovo stile spiazza critici e pubblico cinesi, perché l'autore con il romanzo Godersi la vita arriva a mettere in dubbio il realismo alla cinese e sostiene un ritorno a una "realtà trascendentale", come scrive nella postfazione all'edizione cinese del romanzo. Quando il testo esce all'estero con il titolo di Lenin's Kisses è un successo: "Le monde" annovera Yan Lianke tra i giganti della letteratura, "The Guardian" lo considera un maestro di sarcasmo, mentre la stampa tedesca ne loda il talento e il coraggio nell'affrontare temi ancora spinosi per la Cina..
In questi anni attira l'attenzione internazionale anche perché due suoi testi Servire il popolo e Il sogno del villaggio dei Ding vengono banditi nella Cina comunista per le tematiche scabrose trattate, tanto che il successivo I quattro libri viene pubblicato nel 2009 a Taiwan. Con quest'opera, l'autore alza l'asticella per la letteratura cinese che è chiamata a "narrare la realtà invisibile ovvero la realtà sotto la maschera" (发现小说, 2011). È sulla base di questa teoria che Yan scrive i successivi Cronache dall'esplosione (炸裂志) e Il giorno in cui il sole morì (日熄) in cui i protagonisti e le vicende narrate hanno un carattere "marcatamente cinese", ma nella trama e nei dettagli si assapora quel particolare realismo "dello spirito" che ha il potere di lasciare il lettore disorientato e confuso davanti al lato oscuro, disperato e futuribile della realtà cinese, come ha evidenziato lo stesso Yan nel suo discorso di accettazione del premio Kafka 《上天和命运选定那个感受黑暗的人》 （"Il Cielo e il destino hanno scelto questo individuo dall'interiorità oscura"）.
Il suo stile è cambiato molto nel tempo, i riferimenti letterari da cui ha tratto e trae tuttora ispirazione sono i seguenti: dapprima i cinesi Wu Cheng'en autore del Viaggio in Occidente e Lu Xun; poi nel panorama mondiale i russi Nikolaj Vasil'evič Gogol e Fedor Dostoevsky, nonché Franz Kafka, Samuel Beckett, Gabriel García Márquez e Italo Calvino. Nelle sue opere più mature mescola le caratteristiche della letteratura cinese contemporanea con l'iperrealismo, il teatro dell'assurdo e il realismo magico propri della letteratura occidentale creando un nuovo tipo di realismo: il "mitorealismo" (神实主义 shénshízhǔyĭ) in cui, secondo la teorizzazione dell'autore, "reale" è ciò che popola il mondo interiore dello scrittore, il quale trae da lì sempre nuova linfa per creare (vedi il testo 《我的现实 我的主义》 edito nel 2011). I suoi detrattori invece considerano la sua una forma di "realismo iper-fantastico" segnato dall'assurdo e dal paradosso in un'ottica sempre più satirica ed angosciante..

### Opere famose

#### Servire il popolo
Servire il popolo deve il suo titolo a una citazione del presidente Mao che in un suo scritto omonimo rendeva omaggio al valoroso compagno Zhang Side. Questa frase divenne uno slogan di punta durante gli anni della Rivoluzione culturale per indicare la dedizione e l'altruismo rivoluzionario. Non c'è da stupirsi quindi se nel 2005 la pubblicazione di questo breve romanzo sulla rivista "Huacheng" 花城 genera forti polemiche, visto che la citazione del leader viene usata da una moderna Lady Chatterley cinese per giustificare la relazione con l'amante, un giovane soldato in servizio in casa del generale, suo marito. Dopo una maratona sessuale di tre giorni, il militare è spossato, ma i due si accorgono che rompendo statue ed effigi di Mao lui ritrova il suo vigore, quindi fanno il giro della casa distruggendo qualsiasi immagine del Grande timoniere per dimostrarsi il proprio amore. Il romanzo è andato a ruba in Cina, tuttavia per via dei contenuti altamente politicizzati e controversi è stato censurato.

#### Il sogno del villaggio dei Ding
Il romanzo racconta una vicenda drammatica e realmente accaduta negli anni Novanta in Cina, quando in questo villaggio rurale, simbolo di tutte le campagne cinesi, si diffonde la febbre di vendere il sangue: all'inizio tutti restano ammaliati dalla possibilità di arricchirsi senza fatica e vendono il proprio sangue a personaggi senza scrupoli che speculano sulla salute della gente. Con il passare del tempo, tutti i venditori di sangue manifestano una strana febbre che viene poi riconosciuta dai medici come AIDS e si spengono uno dopo l'altro, lasciando il villaggio immerso nel silenzio della morte. Per scrivere il libro, Yan Lianke ha viaggiato a lungo per incontrare e vivere in prima persona con i malati la sofferenza, gli amori e i traumi che li hanno visti protagonisti. Il romanzo richiama un altro testo cinese contemporaneo Cronache di un venditore di sangue di Yu Hua a dimostrare che la tematica è molto sentita e attuale ed è stato paragonato a La peste di Albert Camus. Anche in questo caso la censura cinese ha colpito duro, perché il romanzo è stato pubblicato solo a Hong Kong, con la scusa che le descrizioni contenute nel testo "sono cupe e volte a creare panico sulla malattia".

#### I quattro libri
Sul finire degli anni Cinquanta, nella sezione di un campo di rieducazione al lavoro per intellettuali, imperversa la politica del Grande balzo in avanti, decisa dal presidente Mao per velocizzare l'industrializzazione cinese. Tra esaltazione patriottica e politiche scriteriate, i tentativi di spingere il paese oltre le proprie possibilità si infrangeranno contro una spaventosa carestia, che farà milioni di morti. Fin qui la Storia, poi cominciano le storie contenute nei quattro libri del titolo, le quali intrecciano le voci dei personaggi che conducono le loro vite in questa realtà ai limiti della follia. Tra i protagonisti incontriamo il Bambino, volubile responsabile del campo; lo Scrittore, che sopravvive spiando gli altri detenuti; l'Erudito, intellettuale attaccato agli ultimi scampoli di umanità in un mondo cannibale e disperato; e il Religioso, tra i primi a morire, ma in grado di imprimere un segno profondo alle vicende narrate. Nonostante l'orizzonte nero che permea l'atmosfera del romanzo, la voce poetica di Yan è in grado di amalgamare le storie dei singoli in un racconto biblico della moderna storia cinese, senza mai perdere un raggio di speranza. Data la tematica storica molto sensibile per il Partito, anche la pubblicazione di questo libro è stata proibita ed è potuto uscire solo a Taiwan.

### Saggi e varie
Mentre i romanzi di Yan Lianke sono stati tradotti in trenta lingue tra cui inglese, francese, tedesco, spagnolo, italiano, danese, svedese, norvegese, ceco, bulgaro, giapponese, coreano, mongolo e vietnamita, non hanno avuto altrettanta fortuna le sue numerose opere specialistiche di analisi letteraria e approfondimento teorico, in cui enuncia la sua poetica e riflette sulla letteratura mondiale. Queste sono state pubblicate solo in Cina finora e sono trattate principalmente da critici, esperti di letteratura e studenti del settore. Presso l'università dove insegna attualmente a Hong Kong, l'autore sta tenendo un ciclo di conferenze sulla scrittura e sul tema della letteratura degli ultimi due secoli.
Un altro genere in cui Yan eccelle è il sanwen 散文, molto popolare tra i lettori cinesi: si tratta di prose brevi di argomento molto libero in cui l'autore esprime le sue valutazioni su fatti accaduti o descrive persone o ambienti a lui familiari. Se nei romanzi l'insensatezza e la distopia permeano tutte le vicende, in queste prose l'autore ritorna alle origini: presta una grande attenzione alla scelta dei termini impiegati allo scopo di ricreare una lingua poetica e soave, mostrando così di padroneggiare anche la tradizione classica cinese. Ne abbiamo dei chiari esempi nei testi Pensando a mio padre e Il giardino al numero 711(711号院), da cui emerge questo aspetto lirico sia nel ritratto autobiografico della famiglia dello scrittore sia nella descrizione della natura nell'alternarsi delle quattro stagioni. È grazie a queste opere che abbiamo un quadro a tutto tondo dell'autore: unico nel suo genere ad alternare romanzi corrosivi e prose delicate.
A oggi (2017) l'autore ha pubblicato sei volumi di critica letteraria, cinque raccolte di sanwen e una decina di copioni tra film e serie televisive. Forse il più noto lungometraggio da lui sceneggiato è stato Love for Life (最爱) del regista Gu Changwei, tratto dal romanzo Il sogno del villaggio dei Ding e presentato anche al Festival di Roma nel 2011. Il film è stato purgato delle scene più crude per diventare una semplice storia d'amore tra i due protagonisti interpretati dalle star Zhang Ziyi e Aaron Kwok; anche la citazione di Yan come sceneggiatore è stata eliminata dai titoli di coda.

## Biografia
Nasce a Tianhu, un piccolo villaggio nel distretto di Song, nella provincia dello Henan. Proviene da una povera famiglia di contadini illetterati ed è l'ultimo di quattro figli. Consapevole dell'importanza dell'istruzione per dare un futuro ai figli, il padre riesce a far completare a tutti il ciclo delle scuole medie, cosa rara in un villaggio rurale nel Nord della Cina degli anni Cinquanta e Sessanta. Durante l'infanzia il giovane Yan, nonostante il calore familiare che lo circonda, patisce la fame e vive in campagna facendo vari lavoretti, tagliando il foraggio e portando i bufali al pascolo, esperienze che ricorda nel testo Pensando a mio padre. Yan riesce a continuare gli studi superiori perché la sorella maggiore decide di interromperli e di tornare al villaggio a lavorare la terra, ma dopo il primo anno deve lasciare, perché sia il padre che una delle sorelle si ammalano gravemente. Fallisce l'esame per accedere all'università, ma non si dà per vinto: entra nell'esercito nell'ottobre del 1978 e qui non solo comincia a mangiare tre pasti al giorno, ma dà una vera svolta alla sua vita. Oltre a fare carriera passando da caposquadra a capo plotone e poi a commissario politico, ha anche la possibilità di frequentare l'università per corrispondenza, trovando la sua strada come scrittore quando mette la sua penna al servizio del laboratorio di scrittura del Secondo reggimento di artiglieria. Nel 2005 è invitato a lasciare definitivamente l'esercito, dopo la pubblicazione del romanzo Godersi la vita (受活), e sceglie di entrare a far parte dell'Associazione degli scrittori cinesi come scrittore professionista. Dal 2008 comincia a insegnare letteratura presso l'Università del Popolo a Pechino e dal 2016 ricopre il ruolo di visiting professor presso l' Università di scienze e tecnologie di Hong Kong.

## Cronologia
- 1978 - Yan Lianke si arruola nell'esercito.
- 1979 - Pubblica il primo romanzo: La storia di Tianma (天马的故事), con cui comincia a sperimentare le difficoltà del processo di scrittura e i rifiuti da parte delle case editrici.
- 1981 - Dopo il congedo torna al villaggio, ma continua a inseguire il suo sogno letterario e decide di arruolarsi nuovamente come ufficiale.
- 1983 - Segue un corso di filosofia politica per corrispondenza dell'Università dello Henan.
- 1989 - Si iscrive al corso di letteratura dell'Istituto d'arte dell'Esercito Popolare di Liberazione.
- 1994 - Entra a far parte del dipartimento politico del Secondo battaglione di artiglieria, è scrittore e sceneggiatore di testi di propaganda.
- 2004 - Lascia l'esercito per diventare scrittore professionista ed entra nell'Associazione degli scrittori cinesi.
- 2008 - È titolare di una cattedra all'Università del popolo di Pechino.
- 2016 - Diventa visiting professor presso l'Università di scienze e tecnologie di Hong Kong.

## Vita privata
La sua famiglia è composta dal padre Yan Shuangyue 阎双岳, morto a cinquant'anni per una malattia cardiaca causata dal duro lavoro nei campi, e dalla madre Zhou Lingxian 周灵仙 contadina da sempre, la stessa professione è svolta anche dalle due sorelle maggiori di Yan, Sujing 阎素景 e Sufen 阎素粉, che si sono sposate e vivono ancora a Tianhu, mentre il fratello maggiore Yan Fake 阎发科, ora in pensione, è stato minatore e impiegato alle poste. 
Yan Lianke è sposato con Zhai Lisha (翟莉莎 07 dicembre 1957) dal 1984 e insieme hanno un figlio Yan Songwei (阎嵩巍 26 giugno 1985), il quale si è sposato nel 2013 e lo ha reso doppiamente nonno.

## Opere

### Edizioni italiane
- Servire il popolo (为人民服务 Wei renmin fuwu), trad. di Patrizia Liberati, Torino, Einaudi, 2006 ISBN 88-06-18004-5
- Il sogno del villaggio dei Ding (丁庄梦 Ding zhuang meng), trad. di Lucia Regola, Roma, Nottetempo, 2011 ISBN 978-88-7452-319-1
- Pensando a mio padre (想念父亲 Xiangnian fuqin), trad. di Lucia Regola, Roma, Nottetempo, 2013 ISBN 978-88-7452-436-5
- Il podestà Liu e altri racconti (柳乡长及其他短篇小说 Liu xiangzhang ji qita duanpian xiaoshuo), trad. Marco Fumian, Roma, Atmosphere Libri, 2017 ISBN 978-88-6564-223-8
- I quattro libri (四书 Si shu), trad. Lucia Regola, Milano, Nottetempo, 2018 ISBN 978-88-7452-680-2
- Gli anni, i mesi e i giorni (年月日 Nian yue ri), trad. Lucia Regola, Milano, Nottetempo, 2019 ISBN 978-88-7452-771-7
- Il giorno in cui morì il sole (日熄 Rixi), trad. Lucia Regola, Milano, Nottetempo, 2022 ISBN 978-88-7452-951-3

### Romanzi inediti in Italia
- 日光流年 (Riguang liunian) Il tempo che fugge
- 坚硬如水 (Jianying ru shui) Duro come l’acqua
- 受活 (Shouhuo) Godersi la vita
- 风雅颂 (Feng ya song) Arie, inni e odi
- 炸裂志 (Zhalie zhi) Cronache dell’esplosione

## Riconoscimenti

### Premi nazionali
- 1998 - Premio letterario Lu Xun per il racconto breve “Le grotte d’oro (黄金洞)”
- 2001 - Premio letterario Lu Xun per il romanzo breve Giorni, mesi, anni (年月日)[6]
- 2005 - Premio letterario Lao She per il romanzo Godersi la vita (受活)
- 2008 - Premio annuale del magazine Southern Weekly per Arie, inni, odi (风雅颂)
- 2009 - The Best Ten Books Award di Asia Weekly per Pensando a mio padre[7]
- 2014 - Dream of the Red Chamber Award per Il giorno in cui morì il sole[8]

### Premi internazionali
- 2011 - Candidato al Man Asian Literary Prize per Il sogno del villaggio dei Ding
- 2012 - Finalista al Premio Femina per I quattro libri
- 2014 - Premio Franz Kafka
- 2014 - Premio Huazong conferito in Malaysia alle migliori opere di letteratura cinese[9]
- 2015 - Premio come migliore opera letteraria internazionale conferito da Twitter in Giappone a Godersi la vita (受活)[10]
- 2016 - Candidato al Man Booker Prize per I quattro libri[11]